# Økonomiministre fra Danmark
Dette er en liste over danske økonomiministre siden 1947, Økonomiministeriet blev oprettet i 1957 og i 2019 blev ministerposten midlertidigt nedlagt, og genåbnet da Regeringen Mette Frederiksen II tiltrådte. Ressortområde overtaget af hhv. finansministeren, skatteministeren og social- og indenrigsministeren.
(Finansministre er ikke medtaget. Skatteministre er kun medtaget, hvis de tillige var økonomiministre.)
| Nr. | Portræt            | Navn                  | Parti | Periode            | Periode                                                       | Regering                                                                   | Embede |
| Nr. | Portræt            | Navn                  | Parti | Tiltrådt           | Fratrådt                                                      | Regering                                                                   | Embede |
| --- | ------------------ | --------------------- | ----- | ------------------ | ------------------------------------------------------------- | -------------------------------------------------------------------------- | --- |
| 1   |                    | Vilhelm Buhl          | S     | 13. november 1947  | 16. september 1950                                            | Hans Hedtoft I                                                             | Minister uden portefølje med henblik på den økonomiske politik                                               |
| 2   |                    | Jens Otto Krag        | S     | 1. november 1953   | 28. maj 1957                                                  | H.C. Hansen I                                                              | Økonomi- og arbejdsminister                                                                                  |
| 3   |                    | Bertel Dahlgaard      | RV    | 28. maj 1957       | 7. september 1961                                             | H.C. Hansen II Viggo Kampmann I Viggo Kampmann II                          | Økonomiminister og minister for nordiske anliggender                                                         |
| 4   |                    | Kjeld Philip          | RV    | 7. september 1961  | 24. september 1964                                            | Viggo Kampmann II Jens Otto Krag I                                         | Økonomiminister                                                                                              |
| 5   |                    | Poul Hansen           | S     | 24. september 1962 | 8. oktober 1964                                               | Jens Otto Krag II                                                          | Økonomiminister ad interim                                                                                   |
| 6   |                    | Henry Grünbaum        | S     | 8. oktober 1964    | 24. august 1965                                               | Jens Otto Krag II                                                          | Økonomiminister og minister for nordiske anliggender                                                         |
| 7   |                    | Ivar Nørgaard         | S     | 24. august 1965    | 1. oktober 1967                                               | Jens Otto Krag II                                                          | Økonomiminister                                                                                              |
| 7   | 1. oktober 1967    | Ivar Nørgaard         | S     | 2. februar 1968    | Økonomiminister og minister for europæiske markedsanliggender | Jens Otto Krag II                                                          | |
| 8   |                    | Poul Nyboe Andersen   | V     | 2. februar 1968    | 11. oktober 1971                                              | Hilmar Baunsgaard                                                          | Økonomiminister og minister for nordiske anliggender samt europæiske markedsanliggender                      |
| 9   |                    | Per Hækkerup          | S     | 11. oktober 1971   | 27. september 1973                                            | Jens Otto Krag III                                                         | Økonomi- og budgetminister                                                                                   |
| 9   | 27. september 1973 | Per Hækkerup          | S     | 19. december 1973  | Økonomiminister                                               | Jens Otto Krag III                                                         | |
| 10  |                    | Poul Nyboe Andersen   | V     | 19. december 1973  | 13. februar 1975                                              | Poul Hartling                                                              | Økonomi- og handelsminister                                                                                  |
| 11  |                    | Per Hækkerup          | S     | 13. februar 1975   | 30. august 1978                                               | Anker Jørgensen II                                                         | Økonomiminister, var tillige handelsminister i 1976-1977                                                     |
| 12  |                    | Anders Andersen       | V     | 30. august 1978    | 26. oktober 1978                                              | Anker Jørgensen III                                                        | Økonomiminister og minister for skatter og afgifter                                                          |
| 13  |                    | Ivar Nørgaard         | S     | 26. oktober 1979   | 30. december 1981                                             | Anker Jørgensen IV                                                         | Økonomiminister                                                                                              |
| 14  |                    | Ivar Nørgaard         | S     | 30. december 1981  | 10. september 1982                                            | Anker Jørgensen V                                                          | Økonomiminister                                                                                              |
| 15  |                    | Anders Andersen       | V     | 10. september 1982 | 10. september 1987                                            | Poul Schlüter I                                                            | Økonomiminister, var tillige finansminister i 1973-1975                                                      |
| 16  |                    | Knud Enggaard         | V     | 10. september 1987 | 3. juni 1988                                                  | Poul Schlüter II                                                           | Økonomiminister                                                                                              |
| 17  |                    | Niels Helveg Petersen | RV    | 3. juni 1988       | 18. december 1990                                             | Poul Schlüter III                                                          | Økonomiminister                                                                                              |
| 18  |                    | Anders Fogh Rasmussen | V     | 18. december 1990  | 18. november 1992                                             | Poul Schlüter IV                                                           | Økonomiminister og skatteminister                                                                            |
| 19  |                    | Thor Pedersen         | V     | 18. november 1992  | 25. januar 1993                                               | Poul Schlüter IV                                                           | Indenrigsminister og økonomiminister                                                                         |
| 20  |                    | Marianne Jelved       | RV    | 25. januar 1993    | 27. september 1994                                            | Poul Nyrup Rasmussen I                                                     | Økonomiminister                                                                                              |
| 21  |                    | Marianne Jelved       | RV    | 27. september 1994 | 27. november 2001                                             | Poul Nyrup Rasmussen II Poul Nyrup Rasmussen III Poul Nyrup Rasmussen IV   | Økonomiminister og minister for nordisk samarbejde                                                           |
| 22  |                    | Bendt Bendtsen        | KF    | 18. juni 2002      | 10. september 2008                                            | Anders Fogh Rasmussen I Anders Fogh Rasmussen II Anders Fogh Rasmussen III | Økonomi- og erhvervsminister. Mellem 27. november 2001 og 18. juni 2002 også minister for nordisk samarbejde |
| 23  |                    | Lene Espersen         | KF    | 10. september 2008 | 23. februar 2010                                              | Anders Fogh Rasmussen III Lars Løkke Rasmussen I                           | Økonomi- og erhvervsminister                                                                                 |
| 24  |                    | Brian Mikkelsen       | KF    | 23. februar 2010   | 3. oktober 2011                                               | Lars Løkke Rasmussen I                                                     | Økonomi- og erhvervsminister                                                                                 |
| 25  |                    | Margrethe Vestager    | RV    | 3. oktober 2011    | 2. september 2014                                             | Helle Thorning-Schmidt I Helle Thorning-Schmidt II                         | Økonomi- og indenrigsminister                                                                                |
| 26  |                    | Morten Østergaard     | RV    | 2. september 2014  | 27. juli 2015                                                 | Helle Thorning-Schmidt II                                                  | Økonomi- og indenrigsminister                                                                                |
| 27  |                    | Simon Emil Ammitzbøll | LA    | 28. november 2016  | 27. juni 2019                                                 | Lars Løkke Rasmussen III                                                   | Økonomi- og indenrigsminister                                                                                |
| 28  |                    | Troels Lund Poulsen   | V     | 15. december 2022  | 22. august 2023                                               | Regeringen Mette Frederiksen II                                            | Økonomiminister                                                                                              |
| -   |                    | Stephanie Lose        | V     | 6. februar 2023    | 1. august 2023                                                | Regeringen Mette Frederiksen II                                            | Minister uden portefølje med henblik på ledelsen af de under Økonomiministeriet hørende forretninger         |
| 29  |                    | Jakob Ellemann-Jensen | V     | 22. august 2023    | 23. oktober 2023                                              | Regeringen Mette Frederiksen II                                            | Vicestatsminister og økonomiminister                                                                         |
| 30  |                    | Stephanie Lose        | V     | 23. november 2023  | Nuværende                                                     | Regeringen Mette Frederiksen II                                            | Økonomiminister                                                                                              |